# 리즈 마이켈
리즈 마이클(Liz Mikel, 영어 발음: /ˈmaɪkl/, 1963년 11월 7일 ~ )은 미국의 배우, 가수이다.
댈러스에서 태어났다.

## 출연 작품

### 영화
- 웰컴홈 (2008) - 루디 역
- 월터의 상상은 현실이 된다 (2013) - TSA 스켈리턴 역
- 돈 슬립 (2016) - 간호사 역
- 블레이징 월드 (2021)

### 텔레비전
- 프라이데이 나이트 라이츠 (2006-08)